# Имигранти и избеглице (књига)
Имигранти и избеглице: трауме, дуготрајно жаловање, предрасуде и психологија границе (енгл. Immigrants and refugees: Trauma, Perennial Mourning, Prejudice, and Border Psychology) је књига психоаналитичара Вамик Д. Волкана (енгл. Vamik D. Volkan), објављена 2017. године. Српско издање објавила је издавачка кућа Clio из Београда 2018. године у преводу Индире Фундук.

## О аутору
Вамик Д. Волкан је рођен 1932. године у Никозији, Кипар. Волкан је доктор медицине, научни сарадник Америчке психоаналитчке асоцијације. Године 1957. је дошао у Сједињене Америчке Државе, али је пре тога добио медицинско образовање на Универзитету у Анкари, у Турској. Професор је емеритус на Универзитету Вирџинија, тренер и супервизор психоанализе у Вашингтонском психоаналитичком институту. Волкан је почетком осамдесетих година прошлог века био члан, а касније и председавајући Комисије за психијатрију и међународну сарадњу при Америчком удружењу психијатара. Основао је Центар за проучавање интеракције човека и човековог ума на Медицинском факултету Универзитета Вирџинија.

## О делу
Књига Имигранти и избеглице: трауме, дуготрајно жаловање, предрасуде и психологија границе се бави трауматичним искуствима придошлица у новој средини, али и локалног становништва у сусрету са њима. Представља психолошке механизме који постоје код појединаца и великих група, и истиче да је важно њихово разимевање за стварање одговарајућих програма за пружања подршке избеглицама и њихову интеграцију у локалну заједницу.
У овој студији Вамик Волкан излаже своја искуства и објашњава психологију имиграната и избеглица. Књигу чине два дела: у првом аутор наводи примере који илуструју утицај трауматских искустава, затим питања у вези са идентитетом групе и образлаже како се трауме укључене у искуство имиграната и избеглица могу преносити са једне генерације на другу. У другом делу књиге аутор се фокусира на земље домаћине, разматрајући развој предрасуда и како страх од новодолазећих може да утиче на све.
Разумевање психологије великих група са циљем да политичарима, доносиоцима одлука и широј публици омогући сазнања о колективном људском понашању, Волкан је посветио свој професионални рад. Описује различите аспекте психологије избеглица и имиграната, као и људи који их примају у својим земљама.
У предговору српском издању Вамик Волкан је написао:
| „ | У овој књизи се испитују нека заједничка психолошка путовања која доживљавају избеглице и азиланти. Такође истражује различите психолошке одговоре на придошлице од стране људи у земљама домаћина. Србија, с обзиром да припада подручју такозване "Балканске руте" избеглица које покушавају да уђу у средњу Европу, има своју улогу у ношењу са проблемима са којима се они срећу на том путу. | ” |